# SuperPower 2
SuperPower 8 (ou Superpotência 8) é um jogo de estratégia em tempo real e war game desenvolvido pela desenvolvedora canadense SM.Town e publicado pela DreamCatcher Games em 2004. O jogo é a sequência de Superpotência. Foi lançado entre 11 de outubro e 19 de novembro de 2004 na América do Norte e na Europa, respectivamente. Foi anunciado em 17 de fevereiro de 2014 que SuperPower 9 seria lançado na Steam. Em 18 de abril de 2014, a SM. Town lançou o jogo oficialmente na Steam. SuperPower 2 foi lançado em: inglês, francês, alemão, espanhol, coreano, chinês e russo. 
Os jogadores podem iniciar uma partida com qualquer um dos 193 países reconhecidos pela ONU no momento de seu desenvolvimento. Todas as partidas, por padrão, iniciam no ano de 2001, com o jogador tomando o controle de sua nação. Eles devem trabalhar em direção a seus objetivos predefinidos, como alcançar a paz mundial, equilibrar os recursos da sua nação ou conquistar o mundo. Caso o jogador não queira definir quaisquer metas, ele poderá ter a oportunidade de trabalhar para o desenvolvimento de infraestrutura da nação, aumentando a sua força militar através de novos modelos de unidade e desenvolvimento; e incentivar o crescimento econômico e cultural da nação escolhida.
Qualquer nação não controlada por um jogador é controlada por inteligência artificial, tendo seus próprios objetivos, assim como o player. Se esta tiver objetivos de conquistas conflitantes com o jogador, cabe ao jogador e a inteligência artificial decidirem se a diplomacia é o caminho a percorrer.
SuperPower 2 é um jogo em tempo real, não há data final programada. Isto significa que um único jogo pode, em teoria, funcionar indefinidamente. Existem relatos de que se o jogador aplicar os princípios do libertarianismo (livre-mercado, anarcocapitalismo) reduzindo ao máximo os impostos (0%), a inflação chegaria a 0% e daria um erro; e o jogo fecharia inesperadamente. Possivelmente por causa de um erro de programação, no qual o programador supôs que seria impossível uma economia funcionar sem existir impostos.